# Frederick Kelly (remer)
Frederick Septimus Kelly DSC (Sydney, Austràlia, 29 de maig de 1881 – Beaucourt-sur-l'Ancre, 13 de novembre de 1916) va ser un músic i compositor australià i britànic. Durant els seus anys d'universitat fou remer que va competir a començaments del segle xx. Morí al camp de batalla durant la Primera Guerra Mundial.

## Biografia
Kelly nasqué a Sydney, fruit del matrimoni entre Thomas Herbert Kelly, un tractant de llana d'origen irlandès, i l'australiana Mary Anne. Kelly estudià secundària a Sydney, per després ser enviat a Anglaterra, a l'Eton College, on va començar a destacar en rem. Una beca li va permetre estudiar al Balliol College de la Universitat d'Oxford.
Disputà la regata Oxford-Cambridge de 1903, que perdé. En deixar Oxford el 1903 passà a remar pel Leander Club i fou membre de la tripulació que guanyà la Grand Challenge Cup de la Henley Royal Regatta el 1903, 1904 i 1905 i la Stewards Challenge Cup de 1906. El 1905 també guanyà la Diamond sculls.
El 1908 disputà els Jocs Olímpics de Londres, on guanyà la medalla d'or en la prova del vuit amb timoner del programa de rem.
En acabar els estudis a Oxford començà els de piano al Conservatori Hoch de Frankfurt sota la batuta d'Iwan Knorr. Una vegada finalitzats aquests tornà a Londres, on exercí com a assessor de la Classical Concert Society i va utilitzar la seva influència en favor del reconeixement dels compositors moderns. El 1911 va visitar Sydney, on va fer alguns concerts, i el 1912 va participar en concerts de música de cambra a Londres. Treballà junt a Pau Casals, i va ajudar a organitzar un concert a Londres de Maurice Ravel.
Amb l'esclat de la Primera Guerra Mundial el 1914, Kelly fou destinat a la Royal Naval Reserve junt als seus amics Rupert Brooke i William Denis Browne. Kelly va ser ferit dues vegades a Gal·lípoli i fou condecorat amb la Creu del Servei Distingit. Obtingué el grau de tinent comandant. Posteriorment morí a Beaucourt-sur-l'Ancre sota el foc de metralladora alemany en els darrers dies de la batalla del Somme. Fou enterrat al cementiri britànic de Martinsart.